# Велика кіотська пожежа
Вели́ка кіо́тська поже́жа (яп. 【天明の大火】 てんめいのたいか) — пожежа в японській столиці Кіото, що сталася 7 березня 1788 року (30 числа 1 місяця 8 року Теммей за японським календарем). Найбільша пожежа в історії міста. Спалахнула в кварталі Міяґава, на східному березі річки Камо. Поширилася на південь до П'ятої вулиці й перекинулася на західний берег річки. Внаслідок сильного вітру охопила майже все Кіото. Тривала три дні, знищивши 1424 квартали, 36 797 будівель, 201 буддистський монастир і 37 синтоїстських святилищ. Внаслідок пожежі постраждали 65 340 сімей. Вигоріло 80 % площі міста. Пошкоджено було імператорський палац та сьоґунську резиденцію в замку Нідзьо. Інші назви — велика пожежа Теммей, велика пожежа 1788 року.

## Втрати

### Монастирі
- Монастир Хонно 【本能寺】